# Обреновићи
Обреновићи су били српска владарска породица у периоду 1815—1903. изузев 1842—1858. По предању су oд племена Братоножићa.
Њен родоначелник био је Милош Обреновић, а последњи владар Александар Обреновић. За време владавине Обреновића Србија је стекла независност на Берлинском конгресу 1878. Затим 7. марта 1882. од кнежевине је постала краљевина.
Осим владара значајни чланови династије су и њихове супруге: кнегиње Љубица и Јулија, краљице Наталија и Драга, затим браћа кнеза Милоша Јован и Јеврем и Милан. Међу познате чланове ове фамилије убраја се и Велимир Михаило Теодоровић, ванбрачни син кнеза Михаила.
Кнегиња Јулија је надживела владавину династије Обреновић за 16, а краљица Наталија за 38 година.

## Владари
|  | Владар               | Титула                  | Владао              | Живео                                          |
|  | -------------------- | ----------------------- | ------------------- | ---------------------------------------------- |
|  | Милош Обреновић      | Кнез Србије             | 1815—1839 1858—1860 | 18. март 1780. или 1783. — 26. септембар 1860) |
|  | Милан Обреновић      | Кнез Србије             | 1839—1839           | 21. октобар 1819 — Београд, 8. јул 1839        |
|  | Михаило Обреновић    | Кнез Србије             | 1839—1842 1860—1868 | 4/16. септембар 1823 — 29. мај/10. јун 1868    |
|  | Милан Обреновић      | Кнез Србије Краљ Србије | 1868—1882 1882—1889 | 22. августа 1854 — 29. јануар 1901             |
|  | Александар Обреновић | Краљ Србије             | 1889—1903           | 2/14. август 1876 — 29. мај/11. јун 1903       |

## Порекло
Према књизи Љубомира Љубе Павловића „Ужичка Црна Гора“, о пореклу породице кнеза Милоша Обреновића знамо следеће: „Милошевићи, у овом селу познатији као Ђукићи су друга велика породица досељена истодобно као и претходни. Поп Милош је пореклом из Братоножића (одакле су по свој прилици и Узуновићи), први пут је пред крај 17. века дошао у Рошце по позиву неког свог сродника калуђера у кабларским манастирима. Како је дошао са много сродника, неке је оставио а сам се упути у ово село ради поповања. Прву кућу засновао је на брду, где су сада Достанића куће, па се иста премештала, тако да је час припадала овом селу, час Средњој Добрињи. Поп Милош је оставио из себе синове: Михаила, Гаврила и Ђуку. Михаило је поповао и имао синове: Петра и Теодора, где је Петар опет био поп, Гаврило је био трговац и оставио иза себе синове: Теофана, Арсенија и Танаска. Теофан је трговао, немирне природе, одметнуо се у хајдуке у због гоњења пребегао у Турски Бечеј у Банату, тамо остао и имао потомства. Ђука је оставио иза себе синове: Филипа, Радована и Јована попа и наследника попа Петра. Поп Петар је оставио иза себе кћер, удату у Чачак, умро је 1804. године и сахрањен код добрињске цркве. Теодор је био земљоделац и деобом од Петра отишао у Средњу Добрињу и оставио иза себе синове: Радомира, Радисава, Радоњу, Милоша, Јеврема и Јована. Милош Милошевић је Милош Т. Обреновић, кнез обновљене Србије, кога је поп Петар извео и направио великим човеком уз његовог брата по мајци војводу Милана Обреновића. Од Радисава у Средњој Добрињи има потомства; од Радоње су замрли, Од Радомира одведени у Лорет; Арсенијеви су потомци у Узуновићима као: Арсићи;
Од Танаска су Танасијевићи у Мађеру. Од Ђукиних синова највише је Милошевића и зову се:
Јевђенијевићи, Грујићи, Радовановићи, Поповићи и Достанићи, којих укупно у селу има 27 кућа, славе Никољдан. Ова породица и данас попује у овом селу.“
Теодор Михаиловић је умро 1802. године, сахрањен је у Горњој Добрињи у порти цркве светих апостола Петра и Павла, коју је на месту старе цркве сазидао кнез Милош 1822. године. Милош Обреновић је сахрањен у Саборном храму у Београду, Јован Обреновић је сахрањен на Успенском гробљу у Новом Саду. Јеврем Обреновић је сахрањен на свом имању у Влашкој близу Јашија (данас Румунија тада Османско царство). Ради се о спахилуку Манасија (Јаломица), у којем је Јефрем подигао дворац и православну цркву.

## Родослов
Теодор Михаиловић (~1740—1802), земљоделац из Горње Добриње код Пожеге, са првом женом Горданом (~1745—1777), имао је синове Радомира, Радисава и Радоњу. Након смрти супруге, оженио се Вишњом Урошевић (~1745—1817) из Доње Трепче код Чачка, која је раније била супруга Обрена Мартиновића (~1740—1777) из Бруснице код Горњег Милановца и са њом је имао синове, Милоша, Јована и Јеврема. Вишњини синови из првог брака били су Обреновић Јаков и Милан. После смрти Теодора Михаиловића, Јаков и Милан су позвали себи у Брусницу мајку Вишњу са децом из другог брака. Иако од другог оца, Милош, Јован и Јеврем усвајају и презиме своје браће по мајци, Обреновић, с тим да њима уз презиме Обреновић стоји и презиме Теодоровић, по њиховом оцу.
И данас постоје потомци Јакова Обреновића под презименом Јаковљевић.
1. Милош Обреновић (1783—1860), кнез Србије (1815—1839 и 1858—1860). Био је ожењен Љубицом Вукомановић (1788—1843), од 1804.
  1. Петар Обреновић (1806—1811). [тражи се извор]
  2. Петрија Обреновић (1808—1871), супруга Теодора Бајића од Варадије, од 1824.
  3. Јелисавета Савка Обреновић (1814—1848), супруга Јована Николића од Рудне (1810—1880), од 1831.
  4. Милан Обреновић (1819—1839), кнез Србије (1839).
  5. Михаило Обреновић (1823—1868), кнез Србије (1839—1842 и 1860—1868). Био је ожењен грофицом Јулијом Хуњади (1831—1919).
    1. Велимир Михаило Теодоровић (1849—1898), Михаилов ванбрачни син са Маријом Бергхаус (1832—1863).

  6. Теодор Обреновић (умро као дете).
  7. Марија Обреновић (умрла као дете).
  8. Габријела Обреновић (умрла као дете).
2. Јован Теодоровић Обреновић (1787—1850), гувернер дистрикта рудничког и пожешког. Био је ожењен Круном Михаиловић (1789—1835), па Аном Јоксић (1818—1880).
  1. Обрен Обреновић (1818—1826).
  2. Јелисавета Обреновић (1828—1834).
  3. Анастасија Обреновић (1839—1933), од 1858. супруга Теодора Алексића од Мајне (1825—1891).
  4. Ермила Обреновић (1844—1918), од 1860. супруга Николе Чупића, па од 1867. супруга Тихомиља Тешe Николића (1832—1886).
3. Јеврем Теодоровић Обреновић (1790—1856), обор-кнез шабачке нахије. Био је ожењен Томанијом Богићевић (1796—1881).
  1. Милош J. Обреновић (1829—1861). Био је ожењен Еленом Катарџи (1831—1876).
    1. Милан Обреновић (1854—1901), кнез и краљ Србије (1868—1889). Био је ожењен Наталијом Кешко (1859—1941).
      1. Александар Обреновић (1876—1903), краљ Србије (1889—1903). Био је ожењен Драгом Луњевицoм (1866—1903).
      2. Сергије Обреновић (1878—1878).
      3. Ђорђе Обреновић (1889—1925), ванбрачни син краља Милана и Артемизе Христић.[11]
        1. Стефан Обреновић 
          1. Панта Обреновић (194?—2002), оснивач и председник „Фонда Обреновића“ у Паризу.[12][13]

    2. Томанија Обреновић (1852—185?).

  2. Јелена (Јелка) Обреновић (1818-188?), од 1834. супруга Константина Хадијe
  3. Симка Обреновић (1818—1837), од 1834. супруга Јана Германа
  4. Анка Обреновић (1821—1868), од 1842. супруга Александра O. Константиновића.
  5. Јекатарина Обреновић (1826—1848).
  6. Стана Обреновић (1828—1842).

## Данашњи потомци
Краљевски дом Обреновића се угасио убиством краља Александра 1903. године. 
Постоје потомци Јакова Обреновића (полубрата Милоша Обреновића по мајци) по мушкој линији, који су од 1851. презиме променили у Јаковљевић због династичких сукоба са Карађорђевићима. Након 2004. године, неки од њих су судском одлуком проглашени за наследнике имовине Краљице Наталије Обреновић. Неки од наследника имовине Краљице Наталије Обреновић су браћа Србољуб Јаковљевић и Слободан Јаковљевић. Један део потомака Јакова Обреновића 2015. године је организовао и прогласио обнову Краљевске куће Обреновић, те изабрао Предрага Јаковљевића за старешину Краљевске куће Обреновић и тзв. претендента на престо Србије.
Тренутно више од 50 наследника претендује на богатство династије Обреновић.

## Задужбине
Чланови династије Обреновић оставили су иза себе многобројна здања, данас сва заштићена као споменици српске културе у 19. веку. Најпознатији међу њима приказани су у галерији.

## Занимљивости
- Обреновићи су 3 година дуже владали од Карађорђевића, уколико се рачунају Краљевина СХС и Југославија,
- Не рачунајући другу владавину кнеза Михаила, само су Милош Обреновић и његов старији син Милан пунолетни долазили на престо.
- И данас има сродника са династијом Обреновић, који се презивају Јаковљевић, а воде порекло од Јакова Обреновића, брата по мајци кнеза Милоша, Јеврема и Јована, и рођеног брата војводе Милана. Отац Јакова и Милана се звао Обрен, по коме је цела династија добила назив.
- Осим кнеза Милоша ниједан владар из династије није живео дуже од 47 година.
- Милош Обреновић је био и једини владар из династије за ког није морало да се прави намесништво.
- Кнез Милош држи рекорд у династији са 16 деце, од чега је 8 било брачних. Наводно му је и Миливоје Петровић Блазнавац био ванбрачни син, али то се не може са неоспоривом сигурношћу потврдити.
- Грана Јована Обреновића је најдуже опстала међу директним гранама породице. Његова ћерка Анастасија Обреновић је преминула 18. фебруара 1933.  у Грацу са 94 година. Имала је 3 ћерке са Теодором Алексићем од Мајне.[23]
- Кнегиња Јулија је надживела владавину династије Обреновић за 16, а краљица Наталија за 38 година.
- Њихови владари су дали савремена имена за Краљево (Карановац), Књажевац (Гургусовац), Обреновац (Палеж), Доњи Милановац (Пореч) и Александровац (Кожетин).
- Обреновићи су владарске редне бројеве одређивали по томе који је по реду владар из династије тренутно на челу, а не да ли се име понављало више пута. Тако је син кнеза Милоша био Милан Обреновић II, а будући краљ Милан био Милан Обреновић IV.
- Сваки владар из династије је носио бркове.

## Галерија
- Конак кнегиње Љубице
- Конак кнеза Милоша у Топчидеру
- Стари двор
- Народно позориште у Београду
- Топчидер
- Ботаничка башта Јевремовац
- Старо здање
- Господар Јованов конак
- Ташмајдан
- Јевремов конак и стари Шабац